# Hanss Scheffer

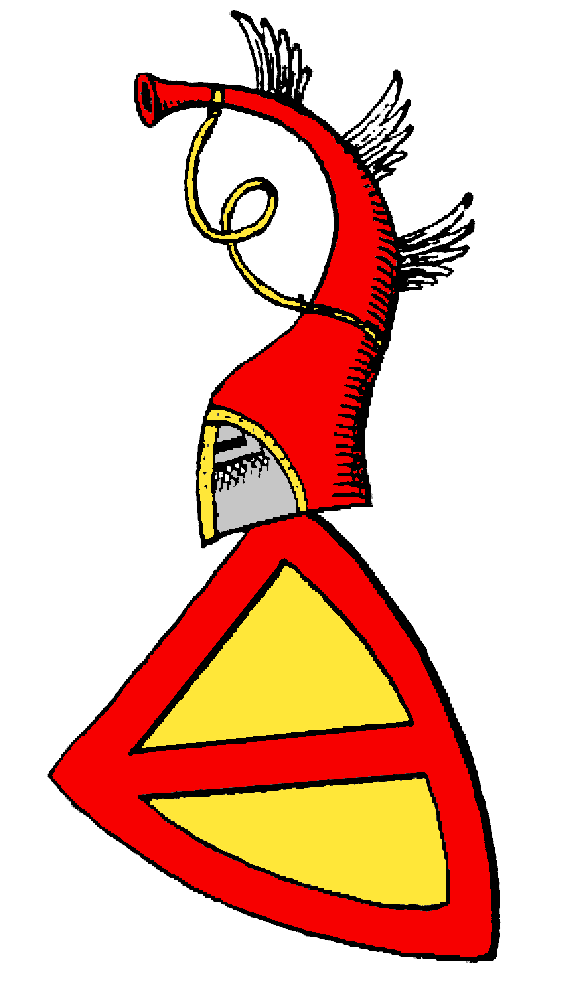
Wappen des Rittergeschlechts Schaffer

Hanss Scheffer (* um 1499 in Birkingen; † vor 1586 in Birkingen; gebürtig/eigentlich Hans Schäfer) gehörte zum Rittergeschlecht Schäfer und war Einungsmeister der Einung Birndorf in der ehemaligen Grafschaft Hauenstein.

## Leben
Etwa im Jahre 1499 wurde Hanss Scheffer geboren. Seine Eltern waren der Vogt von Birkingen, Hans Scheffer und Eva Waldkircher. In seiner Kindheit erlebte er die Nöte des Schweizer- oder Schwabenkrieges 1499, was seine freiheitlichen Gefühle wohl schon als Kleinkind aktivierte. Verheiratet war er mit Anna Leber. Zusammen hatten sie die Kinder Hans Scheffer (* um 1525) und Einungsmeister Andreas Scheffer (* um 1528). Hanss ist der Ur-ur-enkel des Johannes Scheffer, genannt der Witwen Sohn von Weitbruch.

### Beteiligung am Bauernkrieg und die Folgen
1525 war er an der Seite des Kunz Jehle im Bauernkrieg gegen das Kloster St. Blasien gezogen. In einer im Jahre 1532, vermutlich vom damaligen Pfarrer in Dorgern Heinrich Küssenberg, angefertigten Aufstellung der Beteiligten am Bauernaufstand aus der Einung Birndorf wird er als einer derjenigen aufgeführt, die großen Schaden am Kloster in der Ortschaft Sankt Blasien angerichtet hatten. Die Urkunde lautet im Original:
„Copie von 1532 – Anno 1525 sind aus der Pfarrei Bürdorf nach St. Bläsi gelaufen und haben grossen Schaden getan:
- Antoni Waldkiller von hir Vogts Sohn (Waldkircher)
- Caspar Meyer von hier
- Hans Gäng von hier
- Heini Fluom von hier
- Marti Ratzinger von Schatenbürdorf (Schattenbirndorf)
- Hanss Scheffer der jung von Bürkingen Vogts Sohn
- Adam Schänk von Bürkingen
- Andres Trändlin von Bürkingen der Jung
- Andreas Leber von Bürkingen
- Marx Mettenberger aus dem Chuchelbach (Marcus Mettenberger)
- Hans Pfeiffer aus dem Poland
- Thoma Winkler von Buoch
- Baschli Eggert von Buoch
- Jörg Trändlin von Hächel der Jung
- Peter Sur von Etzbel
- Michel Tröndlin von Heite“[1]

Interessant in dieser Aufstellung ist, dass sich nahezu alle alteingesessenen und reich begüterten Familien der Einung Birndorf, wie Geng, Mettenberger, Waldkircher, Winkler, Tröndlin, Schäfer etc. am Aufstand beteiligten. Auch die Nennung des Anton Waldkircher ist verwunderlich. Sein Vater, Heinrich Waldkircher, war der Vogt des sanktblasianischen Frohnhofs in Birndorf. Man sollte demnach meinen, dass er bei diesem Konflikt eher die Interessen des Klosters zu verteidigen hatte und nicht gegen selbiges zu ziehen.
Martin Luther distanzierte sich von der Freiheitsbewegung der Bauern und schrieb wörtlich in seiner Schrift Wider die Mordischen und Reuberischen Rotten der Bawren: „man soll sie zerschmeißen, würgen, stechen, heimlich und öffentlich, wer da kann, wie man einen tollen Hund erschlagen muss“, was sich die Obrigkeit nicht zweimal sagen ließ und den Worten Luthers Taten folgen ließ.
Nachdem der Aufstand der Schwarzwälder Bauern durch das Eingreifen des Militärs niedergeschlagen worden war, wurden die Beteiligten entweder hingerichtet, verstümmelt oder mit hohen Bußgeldern belegt. Wohl als Sohn einer angesehenen Familie entging Hans Scheffer, der Sohn des Vogtes von Birkingen einer Hinrichtung oder einer Verstümmelung, war jedoch vermutlich zu einer Strafzahlung veranlasst.

### Amt als Einungsmeister der Einung Birndorf in der Grafschaft Hauenstein

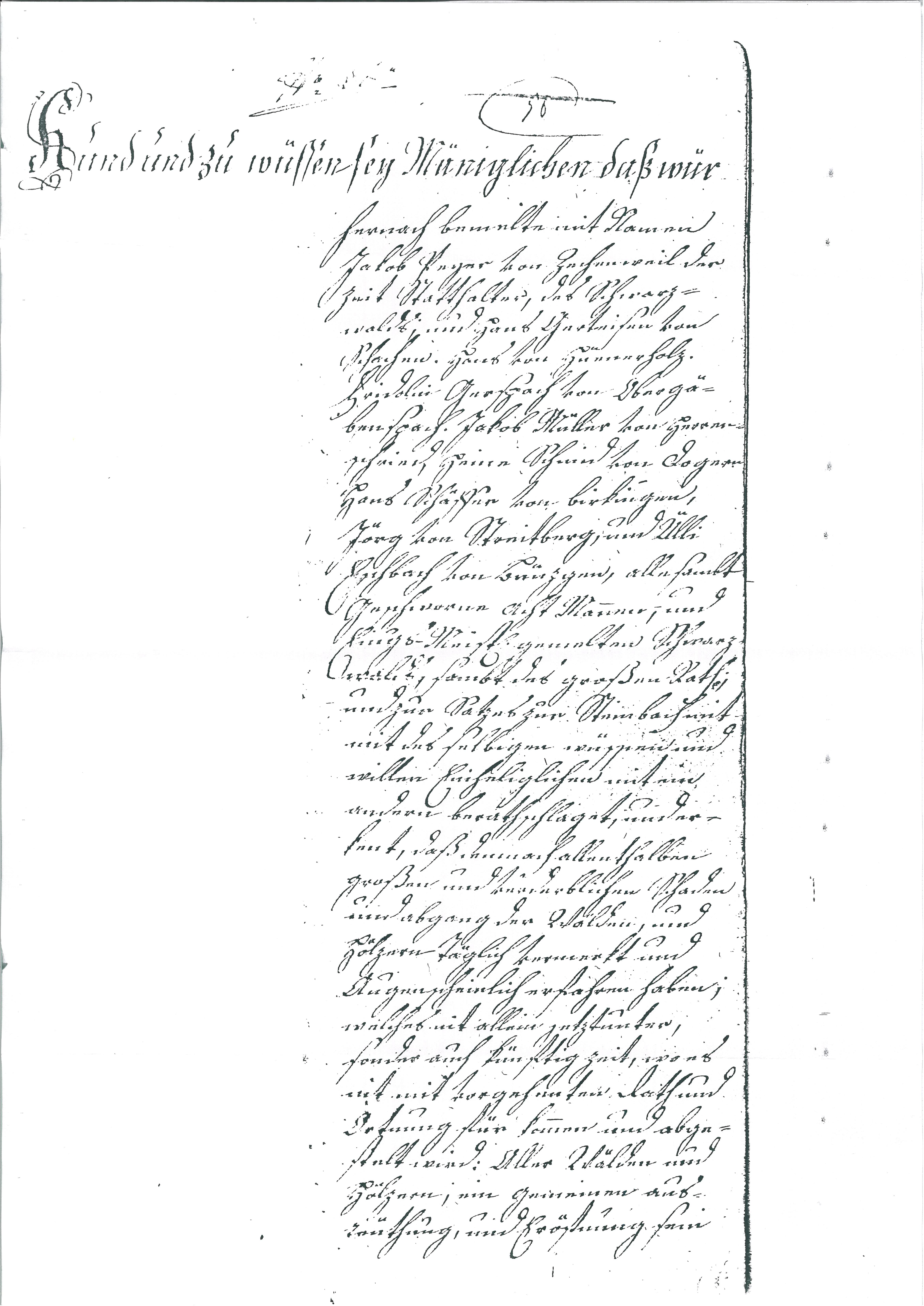
Urkunde von 1544, welche die Begehung des Hauensteiner Hagwaldes und dessen Zustand beschreibt

Am 23. April, dem St.-Jergen-Tag, wurde er im Jahre 1544 für die Einung Birndorf zum Einungsmeister gewählt. Die Wahl fand, wie damals üblich, unter freiem Himmel statt. Die Grafschaft Hauenstein war seit 1539 an den Waldvogt Johann Melchior Heggenzer von Wasserstelz verpfändet (Waldvogt von 1537–1559), der auf der Seite der Einungen stand und die Absichten des Klosters St. Blasien nach Erlangung der Pfandschaft 1562 erfolgreich durchkreuzte. Das Kloster St. Blasien strebte danach, die hohe Gerichtsbarkeit über die Grafschaft Hauenstein zu erlangen. Die Habsburgische Regierung musste zwischen den zwei rivalisierenden Kräften, dem Kloster und dessen finanzielle Stärke auf der einen und der Landesverteidigung der Einungen auf der anderen Seite, vermitteln, weil sie auf beides angewiesen war. Die verpfändete Herrschaft wurde 1562 mit Hilfe der Einungen ausgelöst. Durch eine Geldleistung erlangte die Einung die Zusage des Kaisers, von einer erneuten Verpfändung künftig verschont zu bleiben, was ein kaiserlicher Kommissar den in Steinbach versammelten Bauern bestätigte. St. Blasien erhielt 1563 den Pfandschilling von 1500 fl sowie 1000 fl, die der Abt für die erhoffte Begnadigung bereits bezahlt hatte, wieder zurück und musste enttäuscht auf seine Ansprüche verzichten. Während der Amtszeit von Hans Schäfer wurde beratschlagt, den Selbstverteidigungswall, die sogenannten Schanzen und Letzen, in der Grafschaft Hauenstein vor Abholzung des schützenden Haagwaldes zu sichern.

### Birkinger Pfründeprozess
Hans Schäfer setzte sich stets für das Wohl der Mitbürger ein, so auch im Birkinger Pfründeprozess im Jahre 1558. Rückblick: Im Jahre 1464 „vor St. Conradstag“ trug Hans Gutjar dem Bischof von Konstanz (Burkart II., Edler von Randegg 1462–1466) vor „er habe betrachtet die hochwidrige übertreffende Widrigkeit des heiligen widrigen Sacramentes des zarten Fronleichnam unsers behalters Jesu Christi, so uff dem altar durch des priesters hand und widrigkeit“ und gründete mit Einverständnis „mit den erwidrigen gaistlichen Frawen und Äptyssin und gemeinen conventfrawen des Gotshus Küngsfelden [Königsfelden]“ eine Pfründe zu den heiligen Drei Königen, sowie mit Zustimmung des Schultheiss und Rat von Waldshut. Auf diese Pfründe sollte eine „redliche gelarrte unverlumde person“, der im Priesteramt stehe und dem Bischof präsentiert werden musste, setzen. Dieser Priester musste schwören, dass er keine anderen Pfründe gleichzeitig beziehe und seinen Sitz in Waldshut nehmen müsse. Über die Bezüge der Pfründe in Birkingen entstand ein Prozess. Üblicherweise wurden diese Bezüge von einem sogenannten „Trager“ eingesammelt und einheitlich der Kaplanei übergeben. Die Birkinger wollten von diesem Modus abgehen und man wollte erwirken, dass jeder einzelne Pflichtige seinen Anteil getrennt voneinander abgeben durfte. Die Kaplanei klagte gegen dieses Vorgehen beim zuständigen Gericht zu Dogern, doch dort wurde die Klage abgewiesen. Daraufhin appellierte die Kaplanei beim Appellationsgericht der Grafschaft Hauenstein zu Görwihl und siegte. Zum Gericht erschienen: als Appellanten der Edelvest Jakob von Offterdingen, genannt Guotjahr, der Ehrbahre Hans Ehinger und als Vertreter von Birkingen Hans Schlachter und Hans Schäfer.

### 1567 Streitigkeiten um Birkinger Zehntabgaben

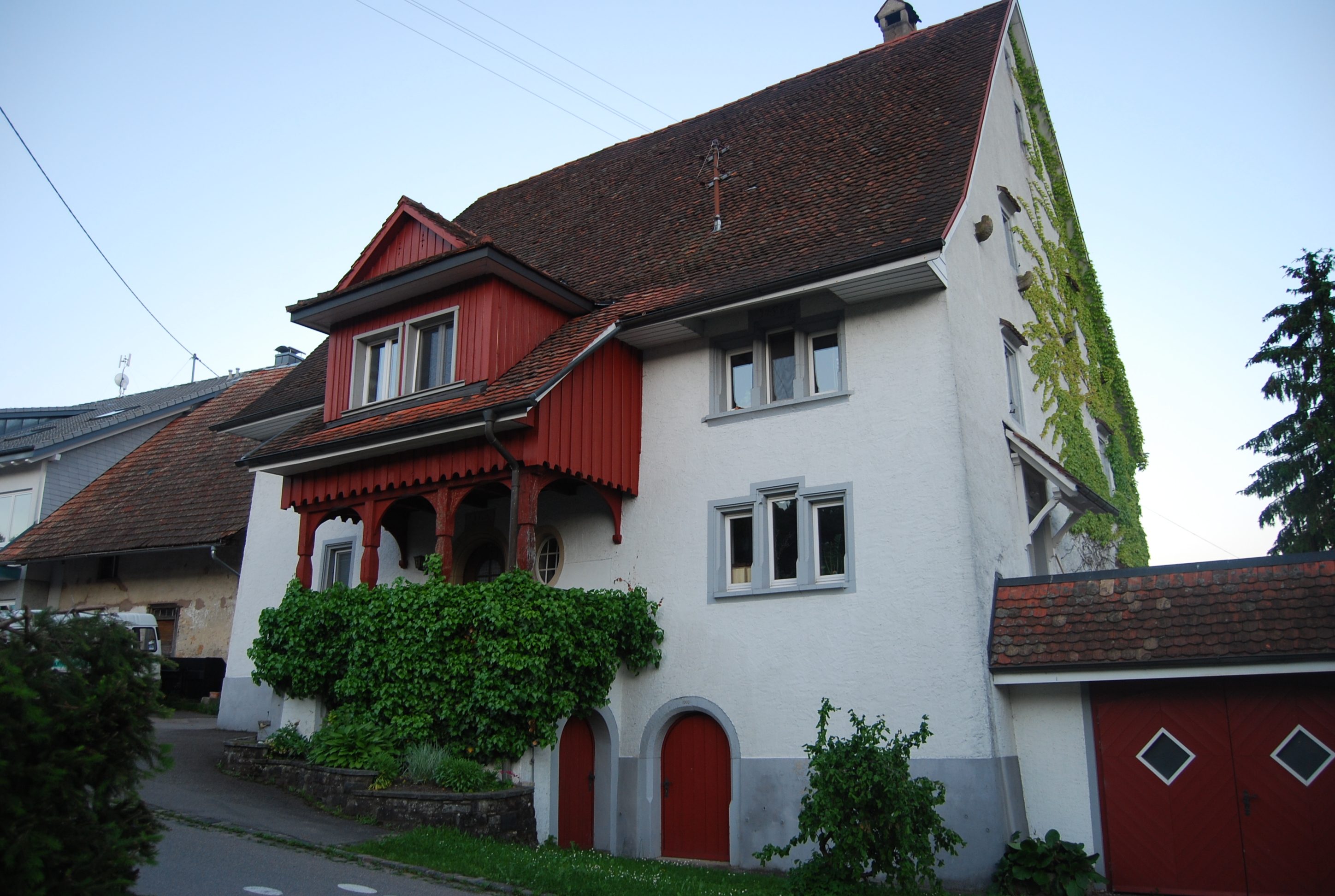
Das Vogtshaus in Birkingen, auch bekannt als das Salpetererhaus

Am 8. April 1567 tritt Hans, diesmal zusammen mit seinem Sohn Andreas Scheffer, wiederum urkundlich in Erscheinung. Diesmal ging es um die Beilegung eines Streits wegen des Korn- und Weinzehnten zu Birkingen zwischen den Deutschen Ritterorden Beuggen und Bern. In der Behausung des Michel Keller zu Birkingen trafen sich an diesem Tage „zur Beilegung von Irrsal, Unrichtigkeiten und Zank“ wegen der Zehntforderungen in Birkingen die Abgesandten der Stadt Bern, die Ratsherren Hans Sager Kasper Wyllading und Samuel Dillmann, Bernischer Hofmeister zu Königsfelden. Die Interessen der Deutschordenskomtur wurden vertreten durch Hans Kasper von Jestetten zu Beuggen, der Hans Mangold, Schultheis zu Säckingen sandte, Matthäus Winkler, Beuggischer Schaffner zu Rheinfelden und Balthasar Steiger, Beuggischer Schaffner zu Waldshut. Als Vertreter der Zehntpflichtigen erschienen Alteinungsmeister Hans und Andreas Schäfer (Scheffer), Michel Knecht, Hans Schlachter, Hans Schaupp, alle von Birkingen, Konrad Ramschtauer, Antoni Waldkircher, Mathis Schabeler und Hans Pfeiffer von Birndorf. Beuggen hatte das Zehntrecht im westlichen Teil der Gemarkung gegen Birndorf zu und Bern den östlichen Teil. Bei der Zusammenkunft einigte man sich schließlich friedlich, und die Grenzen wurden neu festgelegt: „Am Niederalpfener Feld steht ein Gatter, der genannt wird Kegelhof. Hier zieht sich am Niederalpfener Feld der Friedhag hin. Das Beuggensche Zehntgebiet geht am Friedhag hin bis in die Lachen. Vom Friedhag gehts die Windenstrasse hinunter bis dorthin, wo diese Strass und die Birndorfer Strass zusammenkommen. Dieser Platz heisst ‚uff Burg‘. Von dort hinunter bis zur Ramenstaffel, wo ein Markstein steht, dann zum Grenzstein, der den Birkinger und Dogerner Zwing und Bann unterscheidet; von hier das Kuchelbacher und Erlifelder Tal hinauf bis wieder zur Lachen und den Friedhag zu Niederalpfen. Alles ausserhalb dieses Bezirkes im Dogerner, Erlifelder und Kuchelbacher Zwing und Bann gehört in den Königsfelder Hof gen Waldshut.“

### 1586 Schäfer’sche Handel
Als Hans Schäfer starb, machte die Grafschaft Hauenstein eine Forderung in Höhe von 1129 Gulden und 6 halben Batzen geltend. Womöglich handelt es sich bei dem dort genannten Hans Schäfer um dessen gleichnamigen Sohn. Hans Schäfer hatte einige Jahre zuvor im Hauensteiner Letziwald eine große Menge Holz schlagen lassen, was noch nicht abgerechnet worden war. In der gut erhaltenen Pergamenturkunde heißt es „… so dann veylandt Hans Schäffer seeligen zu Birkingen hinderlassenen erben, wegen entgelts Schäffers bezignen Ingriffs.“ Mit „Eingriff“ war das Schlagen von Holz gemeint. Weiter heißt es in der Darstellung seitens der Schäferischen Erben: „… unangesehen aber das sey inn dieser sach kein schuld tragen“ und auch sie führen an „… wir dann biß anhin diese Clag alls sollte er gemeiner Landtschafft was Ingriffs gethan haben uff immer noch nit verlütent und Usgebracht“. Es lag demnach schon einige Jahre zurück. In einer Gerichtsverhandlung, dem sogenannten Schäfer’schen Handel, die am 30. Januar 1586 zwischen dem Ausschuss der „gemeinen Landtschafft“ Hauenstein und den „Schäfferischen Erben“ unter dem Vorsitz des Waldvogts und Schuldheiss der Stadt Waldshut, Christoph von Heideck in der Herberge Zum Schaf in Waldshut stattfand, konnte schlussendlich ein Vergleich erzielt werden. Dabei wurde die verbliebene Schuld in Höhe von 1129 Gulden und 6 halben Batzen, zuzüglich 500 Gulden an „Unkosten“ auf 1000 Gulden reduziert, welche dann von seinen Erben in jährlichen Raten von je 100 Gulden zurückbezahlt wurde.